# Susanne Zargar Swiridoff
Susanne Zargar Swiridoff, geborene Susanne Erding, verwitwete Erding Swiridoff (* 16. November 1955 in Schwäbisch Hall), ist eine deutsche Komponistin und Galeristin.

## Leben
Susanne Erding studierte Schulmusik und Komposition bei Milko Kelemen an der Staatlichen Hochschule für Musik in Stuttgart. 1977 absolvierte sie ihr Staatsexamen in Anglistik, Amerikanistik und Dramentheorie in Stuttgart. Daraufhin studierte sie an der Musikhochschule in München bei Dieter Acker und legte 1981 ihr Diplom für Komposition ab. Für Sommerkurse und längere Studienaufenthalte besuchte sie England (Oxford, Cambridge sowie Dartington, wo sie am Sommerkurs von Peter Maxwell Davies teilnahm), die USA (Yale University), Kanada (Universität Montreal) und Argentinien (Buenos Aires).
Seit 1979 ist sie Dozentin für Hörerziehung und Analysen Neuer Musik an der Staatlichen Hochschule für Musik in Stuttgart, seit 2001 auch für außereuropäische Musik. 1982 und 1983 war sie Stipendiatin der Kunststiftung Baden-Württemberg für ihre Tätigkeit als Komponistin. 1987 und 1988 lebte sie als Preisträgerin der Deutschen Akademie Villa Massimo in Rom.
1988 heiratete sie den Fotografen Paul Swiridoff (1914–2002). Aus dieser Ehe ging 1994 eine Tochter namens Katharina hervor.
1991 und 1993 war sie als Gastprofessorin für Komposition und als Lehrbeauftragte für Tonsatz an der Staatlichen Hochschule für Musik Heidelberg-Mannheim tätig. 1992, 1993 und 1995 leitete sie Sommerkurse von Jugend komponiert in Weikersheim und war als Jurorin tätig. 1996 gab sie einen Workshop für Komposition an der Hochschule für Musik in Dresden.
Seit 2004 führt sie die Galerie Swiridoff ihres verstorbenen Mannes weiter. Im Dezember 2011 heiratete sie im Rathaus Schwäbisch Hall den aus Srinagar stammenden Bachelor of Commerce Shaizan Mohammad Altaf Zargar.
Sie erhielt mehrere Preise und Auszeichnungen und hielt Vorträge im In- und Ausland. Neben ihrer deutschen Muttersprache spricht und schreibt sie Englisch, Spanisch, Italienisch, Französisch, Mandarin und Koreanisch.

## Kompositionen
Zu ihren über 90 Kompositionen zählen vier Opern sowie Konzerte, Orchestermusik, Kammermusik und Vokalmusik. Ihr Kompositionsstil ist eine Synthese experimenteller Techniken (wie Mikrotönen und variablen Tonhöhen) mit traditionellem Ausdruck und Form.

### Opern
- 1983: Joy, Kammeroper für 6 Sänger (Sopran, Mezzosopran, Alt, Tenor, Bariton, Bass) und 12 Instrumentalisten, Libretto von Roy Kift
- 1989: Der Schneemann, Oper für 12 Solisten, Chor und großes Orchester, Libretto von Walter Jens
- 1991: Die wundersame Geschichte des Peter Schlemihl, Marionettenoper für Streichtrio, Libretto von Claus-Michael Trapp nach dem Kunstmärchen Peter Schlemihls wundersame Geschichte von Adelbert von Chamisso
- 2012–2013: Habba Khatoon – Tönendes Netz für die Hoffnung, Oper für großes Orchester und 8 Sänger, Libretto von ihr selbst nach Recherchen über die kaschmirische Sängerin und Dichterin Habba Khatoon (16. Jahrhundert) vor Ort in Srinagar[9]

## Diskographie
- 1996: Spuren im Spiegellicht (Tracks 6–10) auf dem CD-Album Youkali der Sängerin Stephanie Haas, Label Animato[10]
- 1997: Labirinto del sole (Track 3) auf dem CD-Album Mouvements dynamiques des Jugend-Gitarrenorchesters Baden-Württemberg, Label Bayer Records[11]
- 2004: Rosenroman (Track 2) auf dem CD-Album Un lay de consolation der Blockflötistin Ulrike Volkhardt, Label Wergo[12]
- 2006:[13] Pagode (Track 10) auf dem CD-Album 25 Plus Piano Solo – 25 Jahre Frau und Musik, herausgegeben vom Internationalen Arbeitskreis Frau und Musik e. V., gespielt von Martin Schmalz, Student der Hochschule für Musik und Darstellende Kunst Frankfurt am Main, Label Salto Records International[14]
- 2018: Chillan (Track 10) auf dem CD-Album Global Sirens der Pianistin Christina Petrowska Quilico, Label Fleur De Son Classics[15]

## Preise und Auszeichnungen
- 1981: 1. Preis der Stadt Stuttgart für das Trio El Sueno
- 1984:
  - Premio Valentino Bucchi für das Konzert Violoncello und zwei Orchestergruppen
  - Förderpreis der Württembergischen Staatstheater für die Kammeroper Joy
- 1985:
  - Förderpreis der GEDOK Mannheim und Ehrenurkunde der Hochschule für Musik Carl Maria von Weber Dresden für das Streichquartett Ausweg
  - 3. Preis der Stadt Erding für das Orgel-Solo Hommage á Dresden
  - Preis der Stiftung Ostdeutscher Kulturrat für das Sextett Spuren im Spiegellicht
- 1987: Premio de la Ciudad de Sevilla für das Orchesterwerk Kassandra
- 1987/88: Rom-Preis der Deutschen Akademie Villa Massimo[16]
- 2001: Bergischer Kompositionspreis für das Orchesterwerk Sculpture de la Rose qui bût

Quelle: